# Massiva (figlio di Gulussa)
Massiva (in latino: Massiva o Massiua; fl. II secolo a.C.) è stato un generale numida, al tempo della guerra giugurtina.

## Biografia
Massiva era figlio di Gulussa e nipote di Massinissa, il grande re del regno numida.
Durante la disputa tra Giugurta ed Aderbale, Massiva prese le parti di quest'ultimo, perciò nel 112 a.C., quando Cirta, la capitale numida, cadde ed Aderbale fu assassinato, dovette fuggire e cercare riparo a Roma. Nel 110 a.C. quando Giugurta giunse a Roma con un salvacondotto per dimostrare l'esistenza di accordi coi senatori, Massiva fu indotto dalla condotta del Senato e del console Spurio Postumio Albino, che erano sfavorevoli a Giugurta, ad avanzare pretese sulla corona del regno di Numidia. Giugurta, allarmato da queste pretese, decise di eliminare il pericoloso avversario e lo fece assassinare dal suo ministro Bomilcare .
A causa di questo assassinio Giugurta dovette abbandonare di fretta l'Italia e la guerra riprese; il comando dell'esercito romano fu affidato al console Spurio Postumio Albino.